# Јохан Кристијан Бах
Јохан Кристијан Бах (Лајпциг, 5. септембар 1735. — Лондон, 1. јануар 1782) био је немачки композитор.
Најмлађи је син свог славног оца Јохана Себастијана Баха и његове друге жене Ане Магдалене Бах. Рођен је кад му је отац имао 50 година, тако да је уз њега могао учити свега 15 година.
Називају га „лондонским Бахом” јер је до краја свог живота живео у Лондону. Један од најславнијих ученика и пријатеља био му је Волфганг Амадеус Моцарт.
Писао је опере и концерте који су јако утицали на младог Моцарта.